# Heinrich IV. Schmid
Heinrich IV. Schmid (* 17. Februar 1801 in Baar; † 28. Dezember 1874 in Einsiedeln) war von 1846 bis 1874 der 50. Abt der Benediktinerabtei Einsiedeln.

## Leben
Karl Josef Schmid wurde am 17. Februar 1801 als Sohn von Heinrich Schmid und Maria Verena Bütler geboren. 1818 kam er an die Klosterschule Einsiedeln. Im folgenden Jahr meldete er sich für das Noviziat und legte am 22. Oktober 1820 seine Profess ab. Zwei Jahre später erfolgte seine Priesterweihe.
Da sich Heinrich bereits als Student für Mathematik interessierte, wurde er vom damaligen Abt zum Mathematiklehrer an der Stiftsschule ernannt. Abt Cölestin ernannte ihn 1833 zum Archivar, 1839 zum Stiftsstatthalter. Neben der Pflege der Bodenkultur kümmerte er sich besonders um die klostereigene Pferdezucht und nutzte ein englisches Halbblut zu deren Blutauffrischung.
Mit seinem reichen Erfahrungsschatz und seiner Stellung als rechte Hand von Abt Cölestin, wurde er nach dessen Tod 1846 schon im ersten Wahlgang zum neuen Einsiedler Abt gewählt.
Die Zukunft der Klöster in der Schweiz war zu Zeiten Abt Heinrichs keineswegs sicher. Das Jahr 1848 brachte beispielsweise den thurgauischen Klöstern den Untergang. Die Zürcher Regierung beschloss trotz Protest vonseiten des Einsiedler Abtes 1862 die Aufhebung des Stiftes Rheinau.
Die politischen Zeiten waren allgemein sehr unruhig. Zum Schutz ihrer Interessen schlossen sich die katholischen Kantone zum Sonderbund zusammen. Während des darauffolgenden Sonderbundskrieges sprach sich Abt Heinrich nach dem Fall Luzerns für einen Waffenstillstand aus, der vom Schwyzer Volk auch angenommen wurde. Die eidgenössischen Truppen marschierten daraufhin auch in Einsiedeln ein. Das Kloster musste dabei auf eigene Kosten bis zu 1000 Mann verpflegen und einquartieren. Des Weiteren musste sich das Kloster an den von Schwyz zu bezahlenden Kriegskosten beteiligen und zur Finanzierung dieser Lasten unter anderem die Herrschaft Gachnang verkaufen.
Die politische unsichere Lage führte zur Überlegung, in der neuen Welt eine Niederlassung zu gründen, um bei einer Vertreibung über eine sichere Zufluchtsstätte zu verfügen. Die Idee ging vom Generalvikar von Vincennes (Bundesstaat Indiana) aus, welcher in Einsiedeln um Hilfe bei der Missionierung in seiner Diözese bat. Damit erklärten sich Abt und Konvent einverstanden, sodass die beiden Patres P. Beda O’Connor und P. Ulrich Christen am 21. Dezember 1852 nach Amerika reisten. Bereits ein Jahr später erfolgte die Klostergründung von St. Meinrad. Nach anfänglichen Schwierigkeiten entwickelte sich die Klosterneugründung erfolgreich und führte ihrerseits zu weiteren Gründungen.
Nach der Vertreibung der Jesuiten im Jahr 1848, die bis dahin das katholische Mittelschulwesen in der Schweiz geprägt hatten, entschloss sich Abt Heinrich dazu, die Räumlichkeiten der Stiftsschule zu erweitern, um mit 100 Schülern etwa dreimal so viel wie zuvor aufnehmen zu können. Seine entsprechenden Aktivitäten wurden am 5. August 1857 von der Universität Freiburg mit einem Ehrendoktor in Theologie geehrt.
Als Präsens der Schweizerischen Kongregation nahm Abt Heinrich 1869 am Vatikanischen Konzil teilt und erhielt in Rom auch eine Audienz bei Papst Pius IX.
Abt Heinrich starb Ende Dezember 1874.